# 100 Years
100 Years (BR: 100 Anos - O Filme Que Você Nunca Verá) é um futuro filme francês de ficção científica escrito por John Malkovich e dirigido por Robert Rodriguez. Está previsto para ser lançado em 2115.
A obra está num cofre que será aberto 18 de novembro de 2115, para lançamento, 100 anos após sua gravação.

## Elenco
- John Malkovich[8] - Herói
- Shuya Chang[8] - Heroína
- Marko Zaror[8] - Vilão

## Produção
O filme faz parte de uma ação publicitária da Louis XII Cognac, uma marca francesa que produz uma bebida que pode levar até 100 anos para ser produzida, permanecendo guardada em barris de carvalho durante esse período antes de ser comercializada. O intuito da marca foi fazer um filme que levasse o mesmo tempo de produção da bebida.
O filme foi escrito e estrelado por John Malkovich e dirigido por Robert Rodriguez. As filmagens foram finalizadas no ano de 2015 e a única cópia da obra está atualmente guardada em um cofre, que se abrirá em 2115.
Como forma de divulgação foram criados três teasers sobre o filme. Os videos apresentam três versões ("retrô", "natureza" e "futuro") do mundo no ano 2115. Acredita-se que nenhum dos teasers divulgados fazem parte da obra original guardada em cofre. O enredo do filme não foi revelado, mas segundo o diretor a trama se passa no ano de 2015.

## Lançamento
A primeira exibição de 100 Years acontecerá em 18 de novembro de 2115 numa sessão exclusiva para mil convidados, que receberão um convite metálico, e estenderá a todos aqueles que comprarem uma garrafa da bebida francesa.
Em 2016, o delegado geral do Festival de Cannes, Thierry Frémaux, revelou torcida para que o filme seja exibido na 169ª edição do festival, em 2116.

## Canção
A Louis XII Cognac também gravou uma canção intitulada 100 Years na voz de Pharrell Williams. A única cópia está presente em um vinil de argila guardado em um cofre. A canção foi gravada em 2017, dois anos depois da gravação do filme e será lançada em 2117.